# محمد بن زيد العمري
محمد بن زيد بن عبد الله بن عمر بن الخطاب, القرشي, العدوي من رواة الحديث الثقات،. وهو قليل الحديث.

## روايته للحديث النبوي
- حدث عن جده ابن عمر ، وسعيد بن زيد ، وابن عباس .
- حدث عنه أولاده الخمسة : عاصم ، وواقد ، وزيد ، وعمر ، وأبو بكر ، والإمام الأعمش.[2]
- الجرح والتعديل : قال أبو حاتم الرازي : ثقة، يحتج بحديثه. وقال أبو حاتم بن حبان البستي : ذكره في الثقات. وقال أبو زرعة الرازي : ثقة . وقال ابن حجر العسقلاني : ثقة.[1]